# 石井鐘三郎
石井 鐘三郎（いしい しょうざぶろう、1930年11月13日 - 生没不明）は、元NHKアナウンサー。

## 人物
東京外国語学校ロシア文学科卒業。
1951年5月よりNHK帯広放送局、1953年4月よりNHK東京、1961年9月よりNHK福岡放送局で勤務。
『NHK紅白歌合戦』では、1954年 - 1960年、1962年 - 1967年に総合司会を担当。
NHK退職後、1999年12月まで全国産業資源循環連合会発行の雑誌「いんだすと」でコラムを連載していた。

## 出演番組
- ここにも歌がある

## 著書
- 「魅力的な話し方」（産業能率大学出版局、1978年4月）[5]